# Будагов, Рубен Александрович
Рубе́н Алекса́ндрович Буда́гов (23 августа (5 сентября) 1910, Ростов-на-Дону — 18 июля 2001, Москва) — советский и российский лингвист, специалист в области общего и романского языкознания. Член-корреспондент АН СССР с 24 ноября 1970 года по Отделению литературы и языка.

## Биография
Родился в армянской семье. Окончил Ростовский педагогический институт (1933) и аспирантуру при кафедре романской филологии ЛГУ (1936). Доцент (1936—1946), заместитель декана (1942—1947), профессор (1946—1952), декан (1947—1948) филологического факультета ЛГУ. Доктор филологических наук (1945, диссертация «Этюды по историческому синтаксису французского языка»).
В 1952—2000 годах заведовал кафедрой романской филологии МГУ им. М. В. Ломоносова. Подготовил 35 кандидатов и докторов наук.
Член редколлегий журналов «Вопросы языкознания», «Филологические науки» и «Вестник Московского университета. Серия „Филология“».
Одной из существенных составляющих его научных взглядов была его защита идеи общественной природы языка, он не терпел структуралистов, а также тех, кто занимался пропагандой машинного перевода.
Умер в 2001 году. Похоронен на Митинском кладбище.

## Основные работы
Автор свыше 300 публикаций по проблемам методологии гуманитарных наук, теории и истории языкознания, социолингвистики, лингвокультурологии, сравнительной семасиологии и лексикологии, истории романских литературных языков.

### Монографии
- «Развитие французской политической терминологии в XVIII в.» (1940, 2-е изд. 2002)
- «Слово и его значение» (1947; 2-е изд. 2003)
- «Об основном словарном фонде и словарном составе языка» (1952, брошюра)
- «Очерки по языкознанию» (1953)
- «Вопросы теории языка в современной зарубежной лингвистике» (1954, совм. с М. М. Гухман)
- «Этюды по синтаксису румынского языка» (1958)
- «Введение в науку о языке» (1958, 3-е изд. 2003)
- «Проблемы изучения романских литературных языков» (1961)
- «Сравнительно-семасиологические исследования: романские языки» (1963, 2-е изд. 2004)
- «Проблемы развития языка» (1965)
- «Литературные языки и языковые стили» (1967)
- «Язык, история и современность» (1971)
- «История слов в истории общества» (1971, 2-е изд. 2004)
- «Человек и его язык» Архивная копия от 21 января 2013 на Wayback Machine (1974, 2-е изд. 1976)
- «Типология сходств и различий близкородственных языков» (1976, редактор)
- «Что такое развитие и совершенствование языка?» (1977, 2-е изд. 2004)
- «Борьба идей и направлений в языкознании нашего времени» (1978)
- «Филология и культура» (1980)
- «Язык — реальность — язык» (1983)
- «Писатели о языке и язык писателей» (1984, 2-е изд. 2001)
- «Сходства и несходства между родственными языками: романский лингвистический материал» (1985, 2-е изд. 2004)
- «Портреты языковедов XIX—XX вв.: из истории лингвистических учений» (1988)
- «Как мы говорим и пишем» (1988)
- «Толковые словари в национальной культуре народов» (1989, 2-е изд. 2006)
- «Язык и речь в кругозоре человека» (2000)

### Статьи
- «Проблема семантики перфекта во французском языке» // «Учёные записки ЛГУ. Серия филологических наук», 1941, вып. 5
- «Семантика слова и структура предложения» // «Учёные записки ЛГУ. Серия филологических наук», 1946, вып. 10
- «Проблема гипотетической модальности в романских языках» // «Известия ОЛЯ АН СССР», 1947, № 2
- «Этюды по синтаксису испанского языка» // «Научный бюллетень ЛГУ», 1947, № 14—15
- «Задачи изучения лексики» // «Доклады и сообщения филологического института ЛГУ», 1949, вып. 1
- «К проблеме устойчивых и подвижных элементов в лексике» // «Известия ОЛЯ АН СССР», 1951, т. X, вып. 2
- «К вопросу о языковых стилях» // «Вопросы языкознания», 1954, № 3
- «Современное состояние испанского языка и задачи его изучения» // «Научные доклады высшей школы. Филологические науки», 1966, № 4
- «О типологии речи» // «Русская речь», 1967, № 6
- «Что же такое научный стиль?» // «Русская речь», 1970, № 2
- «Определяет ли принцип экономии развитие и функционирование языка?» Архивная копия от 5 апреля 2013 на Wayback Machine // «Вопросы языкознания», 1972, № 1
- «Закон многозначности слова» // «Русская речь», 1972, № 3
- «О предмете языкознания» Архивная копия от 25 декабря 2012 на Wayback Machine // «Известия АН СССР. Серия литературы и языка», 1972, т. XXXI, вып. 5
- «Ещё раз о предмете языкознания» // «Известия АН СССР. Серия литературы и языка», 1974, т. XXXIII, вып. 2
- «Категория значения в разных направлениях современного языкознания» // «Вопросы языкознания», 1974, № 4
- «Эстетика языка» // «Русская речь», 1975, № 4—5
- «Система и антисистема в науке о языке» // «Вопросы языкознания», 1978, № 4
- «К теории сходств и различий в грамматике близкородственных языков» // «Вопросы языкознания», 1980, № 4
- «Культура языка — наша общая большая забота» // «Русская речь», 1982, № 3

Редактор русского перевода «Избранных статей по языкознанию» Г. Шухардта (1950), а также монографий Ш. Балли «Общая лингвистика и вопросы французского языка» (1955) и «Французская стилистика» (1961).

## Награды
Был награждён медалью «За оборону Ленинграда», орденами Трудового Красного Знамени и «Знак Почёта» (1980).